# Regierungsbezirk Hildesheim
| Regierungsbezirk Hildesheim | Regierungsbezirk Hildesheim                        |
| --------------------------- | -------------------------------------------------- |
| Bestandszeitraum            | 1885–1978                                          |
| Zugehörigkeit               | 1885–1946 Provinz Hannover 1946–1978 Niedersachsen |
| Sitz                        | Hildesheim                                         |
| Fläche                      | 4761 km² (1977)                                    |
| Einwohner                   | 857.200 (1977)                                     |
| Bevölkerungsdichte          | 180 Einw./km² (1977)                               |
|                             |                                                    |

Der Regierungsbezirk Hildesheim war ein Regierungsbezirk der preußischen Provinz Hannover und des Landes Niedersachsen. Er bestand von 1885 bis 1978.

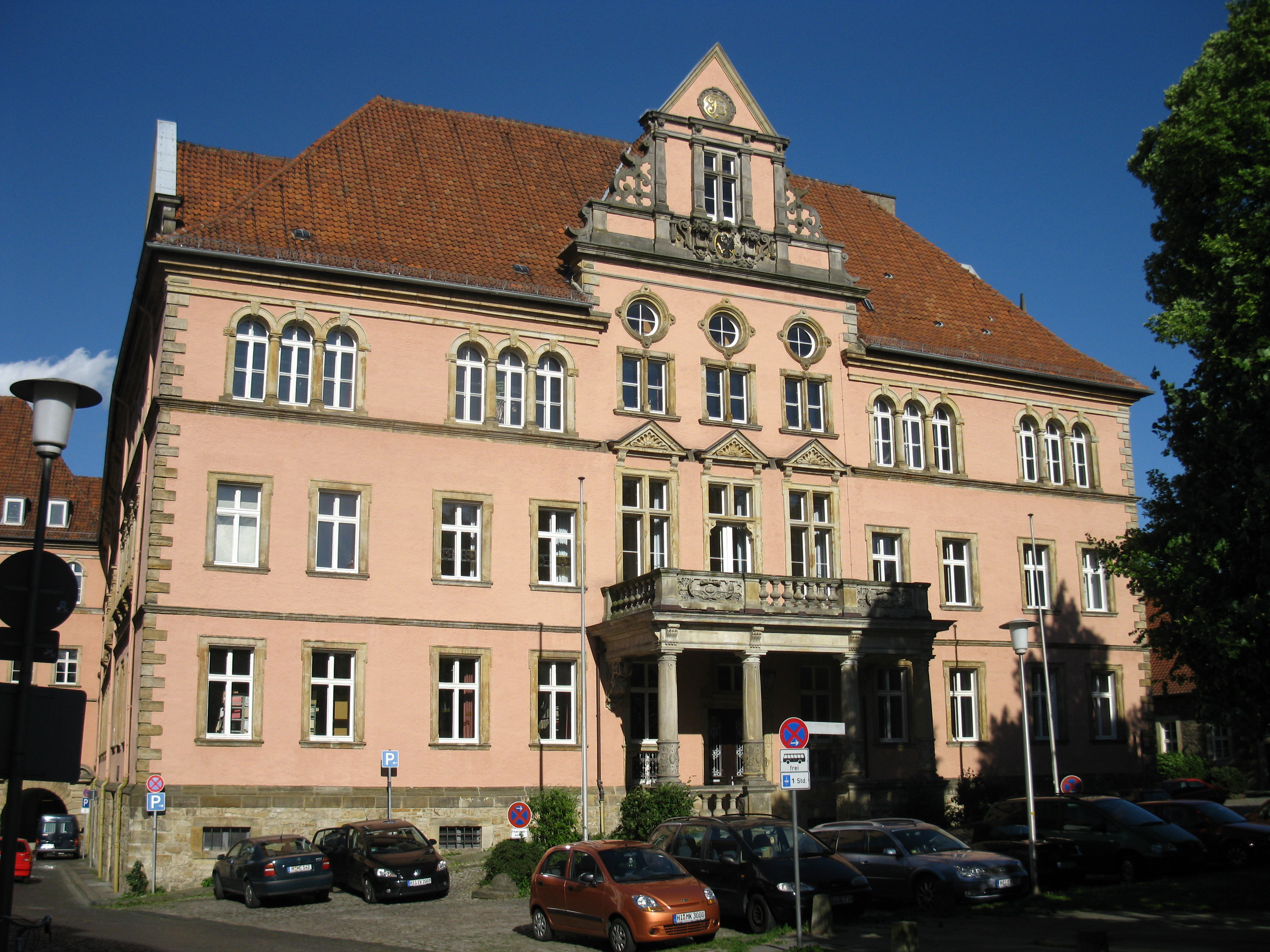
Ehemaliges Gebäude der preußischen Regierung in Hildesheim, Westseite (Domhof)
Über dem Portal zur Kreuzstraße steht ein Sinnspruch, der auf das „Dreikaiserjahr“ 1888 Bezug nimmt:
Wilhelm, der Vater des Reichs,
erweckte dies Haus aus den Steinen.
Friedrich, der duldende Fürst,
richtete Pfeiler und Wand.
Wilhelm vollbrachte das Werk,
der Trost und die Hoffnung der Seinen.
Schütze uns Kaiser und Haus
Gottes allwaltende Hand.

## Geschichte
Zum 1. April 1885 wurde aus der alten Landdrostei Hildesheim innerhalb der preußischen Provinz Hannover der Regierungsbezirk Hildesheim gebildet. Vorbild waren die bereits in anderen preußischen Provinzen 1815/1816 errichteten Regierungsbezirke. Gleichzeitig wurde die alte hannoversche Verwaltungsgliederung in Städte und Ämter durch eine Gliederung in Kreise ersetzt. Als Regierungsgebäude entstand in Hildesheim auf der Ostseite des Domhofs ein Baukomplex im Neorenaissancestil, der bis heute erhalten ist. Die Pläne stammen von dem Hildesheimer Architekten Anton Algermissen.
Zum 1. Februar 1978 wurde der Regierungsbezirk Hildesheim aufgelöst und auf die Regierungsbezirke Hannover und Braunschweig aufgeteilt.

## Verwaltungsgliederung
Der Regierungsbezirk Hildesheim umfasste nach seiner Gründung 1885 zunächst die kreisfreien Städte Göttingen und Hildesheim sowie die Landkreise Alfeld (Leine), Duderstadt, Einbeck, Goslar, Göttingen, Gronau, Hildesheim, Ilfeld, Marienburg, Münden, Northeim, Osterode am Harz, Peine, Uslar und Zellerfeld.
Die Stadt Goslar schied am 1. April 1924 aus dem Kreis Goslar aus und wurde kreisfrei. 1932 wurden vier Kreise aufgelöst. Der Kreis Gronau ging im Kreis Alfeld (Leine) auf, der Kreis Uslar ging im Kreis Northeim auf, der Kreis Münden ging im Landkreis Göttingen auf und der Kreis Ilfeld ging im Landkreis Grafschaft Hohenstein der preußischen Provinz Sachsen auf. Der Kreis Münden wurde 1933 wiederhergestellt.
1941 kam der Landkreis Holzminden vom Land Braunschweig zum Regierungsbezirk Hildesheim. Im Gegenzug fielen die Stadt und der Landkreis Goslar an das Land Braunschweig. 1946 wurden die Landkreise Hildesheim und Marienburg zum Landkreis Hildesheim-Marienburg zusammengeschlossen.
Die Stadt Göttingen wurde 1964 aufgrund des Göttingen-Gesetzes in den Landkreis Göttingen eingegliedert, behielt aber teilweise die Rechtsstellung einer kreisfreien Stadt. 1972 wurde der Landkreis Zellerfeld aufgelöst und auf die Landkreise Goslar und Osterode aufgeteilt. 1973 wurde der Landkreis Duderstadt aufgelöst und auf die Landkreise Göttingen und Northeim aufgeteilt. Gleichzeitig ging der Landkreis Münden vollständig im Landkreis Göttingen auf. 1974 gingen die kreisfreie Stadt Hildesheim und der größte Teil des Landkreises Hildesheim-Marienburg im neuen Landkreis Hildesheim auf. Gleichzeitig wurden die Landkreise Einbeck und Northeim aufgelöst und zu einem neuen Landkreis Northeim zusammengelegt. 1977 wurde der Landkreis Alfeld (Leine) aufgelöst und auf die Landkreise Hildesheim und Holzminden aufgeteilt.
1978 wurde der Regierungsbezirk Hildesheim aufgelöst. Die Landkreise Göttingen, Northeim, Osterode und Peine kamen zum Regierungsbezirk Braunschweig, während die Landkreise Hildesheim und Holzminden zum Regierungsbezirk Hannover kamen.

## Regierungspräsidenten
- 1885–1899: Hugo Schultz (1835–1905)
- 1899–1904: Ernst von Philipsborn (1853–1915)
- 1904–1919: Paul Fromme (1855–1929)
- 1919–1922: Wilhelm Kutscher (1876–1962)
- 1922–1927: Carl von Halfern (1873–1937)
- 1927–1933: Leopold Höhnen (1870–1941)
- 1933–1937: Hermann Muhs (1894–1962)
- 1937–1941: Traugott Bredow (1889–1969)
- 1941–1945: Kurt Binding (1904–1971)
- 1955–1963: Hans-Georg Suermann (1904–1989)
- 1971–1978: Hans Kellner (1912–2008)